# Хайнц, Фридрих Вильгельм
Фридрих Вильгельм Хайнц (нем. Friedrich Wilhelm Heinz; 7 мая 1899, Франкфурт-на-Майне, Германия — 26 февраля 1968, Бад-Наухайм, Германия) — немецкий военный и политический деятель, разведчик и писатель. Сотрудник германской военной разведки, подполковник.

## Биография
Родился 7 мая 1899 года в Франкфурте-на-Майне.
До 1941 года начальник одного из рефератов Абвер-III.
В 1941–1942 годах командовал батальоном доверенных лиц; с лета 1942 года командир 4-го полка дивизии (с 1943 года; ранее — полк особого назначения) Бранденбург 800.
Летом 1944 года в связи с неудавшимся покушением на Адольфа Гитлера бежал в Швейцарию.
Скончался 26 февраля 1968 года в Бад-Наухайме.